# Simona Levi
Simona Levi   (Torí, 23 de juliol de 1966) és una directora de teatre, dramaturga, activista, estratega tecnopolítica, promotora cultural i docent nascuda a Itàlia, nacionalitzada espanyola i establerta a Barcelona des del 1990. És una activista destacada dels moviments socials europeus en l'àmbit de la llibertat d'expressió i de la llibertat d'informació, els drets digitals, la circulació lliure de la cultura i el coneixement, l'ús estratègic de les eines digitals per a l'acció col·lectiva, la rendició de comptes de les institucions, la protecció dels alertadors i la lluita contra la corrupció i la desinformació.
És impulsora de les plataformes ciutadanes Xnet, FCForum, 15MpaRato i del Grup Ciutadà contra la Corrupció, tant català com estatal.
És coautora del llibre Tecnopolítica, internet i r-evolucions - Sobre la centralitat de xarxes digitals en el #15M i ha coordinat també Cultura lliure digital - Nocions bàsiques per defensar allò que és de tothom, ambdós publicats el 2012 per l'editorial Icaria. Al maig de 2017 va publicar amb l'editorial Capitán Swing Votar y cobrar - La impunidad como forma de gobierno. A l'octubre de 2019 va publicar com a coordinadora i coautora #FakeYou, Fake news i desinformació - Governs, partits polítics, mass media, corporacions, grans fortunes: monopolis de la manipulació informativa i retallades de la llibertat d'expressió amb l'editorial Raig Verd. És l'autora del llibre Digitalització democràtica. Sobirania digital per a les persones, publicat al setembre de 2024 per Raig Verd (Col·lecció Ciclogènesi).
Dirigeix el Postgrau en Tecnopolítica i Drets a l’Era Digital, primer a la UPF Barcelona School of Management de la Universitat Pompeu Fabra i des del 2020 a la Universitat de Barcelona.
El 2017 la revista Rolling Stone va escollir Simona Levi, com a fundadora de Xnet i pel seu treball amb 15MpaRato, com una de les 25 persones al món que estan donant forma al futur.
Simona Levi lidera el Pla de Digitalització Democràtica de l’Educació de Xnet des del 2019. L'objectiu d'aquest pla és substituir les eines privatives de les grans tecnològiques als centres educatius. Com a resultat d'aquesta experiència, el 2021, l'Oficina de Publicacions de la Unió Europea li va encarregar l'informe Proposta per a una digitalització sobirana i democràtica d’Europa a petició del president del Parlament Europeu, David Sassoli.

## Trajectòria artística
Directora de teatre, actriu i ballarina de formació, va estudiar arts escèniques a París a l'escola de Jacques Lecoq. A París va ser també programadora de l'espai okupat L'oeil du Cyclone. De gira com a actriu en diverses companyies des de 1982, Simona Levi es va instal·lar a Barcelona el 1990. El 1993 va posar en marxa al barri del Raval la Sala Conservas, un espai per a promoure la creació escènica local i independent a través de l'autoproducció.
El 1999 va fundar la Companyia Conservas, que aquell mateix any va presentar el seu primer espectacle, Femina Ex Machina, dirigit per ella mateixa i Dominique Grandmougin. L'obra va rebre el Premi Especial de la Crítica i el Premi Aplaudiment del FAD i va ser programada en festivals i teatres d'Europa (Espanya, França, Regne Unit, Suïssa, Itàlia, Eslovènia, Noruega...) durant més de dos anys. El 2003 va dirigir, al costat de Dominique Grandmougin, la segona obra de la companyia, Seven Dust, estrenada al Mercat de les Flors de Barcelona. Per a presentar l'obra van fer una gira per diferents països europeus. El 2007 va dirigir al costat de Marc Sampere Realitats avançades, el tercer muntatge de la Companyia Conservas. L'obra qüestiona la democràcia representativa i el concepte de propietat, i és de codi obert: en acabar la funció, els espectadors podien endur-se a casa un CD-ROM amb les fonts dels textos, vídeos, música i imatges utilitzats en l'espectacle. La idea de la peça va sorgir arran d'un vídeo pujat a Youtube l'octubre de 2006 que denunciava l'especulació immobiliària i que incloïa parts gravades amb càmera oculta a l'oficina antimobbing de l'Ajuntament de Barcelona. El vídeo va ser retirat de Youtube a petició de La Caixa, que va al·legar una suposada violació de drets d'autor per l'emissió d'imatges d'una de les seves sucursals.
Entre 2001 i 2011 va dirigir el festival d'Arts Escèniques i Aplicades InnMotion, celebrat al Centre de Cultura Contemporània de Barcelona. Des de 2008 dirigeix la posada en escena dels Oxcars.
Ha estat guionista i directora de Hazte Banquero. Tarjetas Black: todo lo que quisieron ocultarte, obra teatral documental que porta a escena el cas de les targetes black i retrata el modus operandi de la cúpula de Caja Madrid a través d'una selecció de 447 correus electrònics que la seva organització va publicar en premsa, enviats a i pel seu president, Miguel Blesa. L'obra es va estrenar al juliol de 2016 al Teatre Poliorama, com a part del Festival Grec de Barcelona i es va representar en llocs com el Teatro Fernán Gómez de Madrid o el Teatro Rosalía de Castro de la Corunya. El 2018 va dirigir l’obra de teatre Realitats avançades 2, estrenada al Festival Grec de Barcelona.

## Activisme
Levi és una de les fundadores de Xnet (abans eXgae), una plataforma sense ànim de lucre creada el 2008 que proposa models alternatius per a la difusió cultural, la gestió dels drets d’autor i la democràcia en l'era digital. Xnet, amb el suport de Conservas, organitza des de 2008 la gala dels Oxcars, que fa visible projectes de diferents disciplines artístiques en l’àmbit de la cultura lliure. Com a membre de Xnet, Levi dirigeix la posada en escena dels Oxcars i és coordinadora també del Fòrum de la cultura lliure, una trobada internacional que reuneix organitzacions i experts en l'àmbit de la cultura i el coneixement lliures per a crear un marc estratègic global i una estructura de coordinació internacional. És també membre fundadora de Red Sostenible, plataforma ciutadana creada el gener de 2010 contra la Llei Sinde i en defensa dels drets a internet, l'actitud de la qual va preocupar al govern dels EUA.
El gener de 2010 va defensar davant la subcomissió parlamentària que estudia la reforma de la Llei de Propietat Intel·lectual les propostes de la «Carta per a la innovació, la creativitat i l'accés al coneixement», un document redactat col·lectivament en el marc del Fòrum de la cultura lliure. En la seva intervenció va fer un repàs de les llacunes de la Llei i va exposar possibles solucions incloses a la Carta, com l'abolició del cànon digital i la necessitat de reformar les entitats de gestió, tot afirmant que «dificulten la lliure circulació de la cultura i el benefici dels autors».
És impulsora del col·lectiu 15MpaRato, sorgit en el marc del Moviment 15-M i que el 2012 va interposar una querella contra l'exdirector de Bankia Rodrigo Rato i va iniciar així el Cas Bankia. A través de la Bústia de Xnet per a denunciar casos de corrupció, una font anònima va facilitar a Xnet el domini web http://correosdeblesa.com, que aplega més de 8.000 correus electrònics de la safata d'entrada de Miguel Blesa, president de Caja Madrid entre 1996 i 2009. Entre aquests correus hi ha els que van donar els primers indicis públics de l'existència de targetes black i de la compravenda del City National Bank of Florida o correus de clients enganyats per les participacions preferents. El juny de 2015, Xnet va fer pública una selecció dels correus de Blesa a través de quatre mitjans de comunicació en línia. L'Audiència Nacional va admetre a tràmit la querella i va imputar Rato i l'antic consell d'administració per estafa, falsedat comptable amb l'objectiu de captar inversió i administració deslleial, entre d'altres delictes.
Levi forma part del Grup Ciutadà contra la Corrupció a nivell estatal. Es tracta d'una xarxa que busca enfortir les iniciatives ja existents per a la protecció dels alertadors i contra la corrupció, coordinar-les i facilitar-ne l'intercanvi d'informació. El Grup Ciutadà contra la Corrupció a l'Estat espanyol va ser presentat en el marc del Free Culture Forum 2015 i l'impulsen, entre d'altres, Xnet, 15MpaRato, l'exdiputat de la CUP i integrant del Grup de Treball contra la Corrupció a Catalunya David Fernàndez i la plataforma Acció Cívica. Entre el 2015 i el 2016, com a membre del consell assessor per a la transparència de l'Oficina per a la Transparència i les Bones Pràctiques de l'Ajuntament de Barcelona, impulsà la creació de la primera bústia de denúncies anònimes contra la corrupció promoguda per un govern, a imatge de la que ja havia desenvolupat a Xnet. Després de la presentació pública de l'eina, Levi anuncià la seva sortida del consell assessor.
Des del 2019, juntament amb un grup de famílies, ha dissenyat i dirigeix des de Xnet el Pla de Digitalització Democràtica de l'Educació, que inclou els següents components:
- El desenvolupament d'una eina informàtica integral, auditable, àgil i interoperable anomenada DD (Digital Democràtic) per substituir les eines privatives dels gegants tecnològics en tota l'activitat dels centres educatius. Aquesta eina ja s'ha implementat en 11 centres de la ciutat de Barcelona des del 2021, en col·laboració amb la Direcció d'Innovació Democràtica de l'Ajuntament i del Consorci d'Educació de la ciutat.[36]
- Un programa de reforma del sistema educatiu per a la formació digital, que va començar amb la realització del I Curs Internacional d'Educació Digital Democràtica i Open Edtech (2022), dirigit per Levi i reconegut com a formació docent pel Departament d'Educació de la Generalitat. Aquest congrés internacional ha generat recomanacions normatives i un grup de treball internacional permanent.[37]

Com a conseqüència d'aquest projecte, el 2021, a petició del president del Parlament Europeu, Levi va publicar per a l'Oficina de Publicacions de la Unió Europea l'informe «Proposta per a una digitalització sobirana i democràtica d'Europa».
Simona Levi i el seu equip de Xnet han estat objecte d'un documental titulat L'escletxa dirigit per David Fernández de Castro i produït per Bettina Walter el 2021. Aquest documental aborda la tasca de Levi i el seu equip en la protecció de les persones informants i alertadores, la promoció de bústies segures per a denunciar abusos sistèmics, la lluita contra la corrupció i la defensa dels drets democràtics i digitals. El documental va ser produït per la televisió pública catalana dins del programa de documentals Sense ficció.
Participa com a conferenciant i experta en trobades nacionals i internacionals per donar a conèixer el projecte de Xnet, la situació actual de la cultura lliure, els drets digitals i la tecnopolítica. Algunes d'aquestes trobades són el Ministerial Forum for Creative Europe (República Txeca), Transmediale (Berlín), Economies of the Commons (Amsterdam) o el seminari Llei d'Economia Sostenible i Internet, a l'Escola Universitària d'Enginyeria Tècnica de Telecomunicació de la Universitat Politècnica de Madrid. En representació del Fòrum de la cultura lliure, Levi actua també com a lobbista a la Comissió Europea. Ha assessorat en matèria d'innovació democràtica i drets digitals a institucions com la Secretaria d'Estat de Digitalizació i Intel·ligència Artificial del Govern d'Espanya o la Direcció de Societat Digital de la Generalitat de Catalunya, a més d'associacions ciutadanes.
Simona Levi és també una de les desenvolupadores del Partit X, un «antipartit» nascut a partir del 15M, fundat el 17 de desembre de 2012 i actiu fins al 2015. Va ocupar la posició número 2 de la llista electoral del Partit X per a les eleccions europees de 2014, darrere d'Hervé Falciani.